# Hymny i piosenki mistrzostw Europy w piłce nożnej
Lista oficjalnych piosenek mistrzostw Europy w piłce nożnej, zwanych również hymnami mistrzostw Europy – utwory napisane na zamówienie UEFA nagrane na konkretne turnieje i wykonywane przez zazwyczaj przez znanych artystów, co pomaga im z w zdobyciu uniwersalnego zasięgu oraz rozgłosu na świecie. Piosenki są wykonywane zazwyczaj w wielu językach, najczęściej w języku angielskim, języku urzędowym kraju będącego gospodarzem danego turnieju oraz w języku hiszpańskim.

## Lista piosenek
| Turniej | Gospodarz            | Tytuł                    | Język     | Wykonawca                           | Tekściarz i producent |
| ------- | -------------------- | ------------------------ | --------- | ----------------------------------- | --- |
| 1992    | Szwecja              | "More Than a Game"       | angielski | Tove Jaarnek i Peter Jöback         | Lasse Holm i Peter Jöback |
| 1996    | Anglia               | "We're in This Together" | angielski | Simply Red                          | |
| 2000    | Belgia · Holandia    | "Campione 2000"          | angielski | E-Type                              | Rick Blaskey, Kent Brainerd, E-Type                                                                                                 |
| 2004    | Portugalia           | "Força"                  | angielski | Nelly Furtado                       | Gerald Eaton, Nelly Furtado, Brian West                                                                                             |
| 2008    | Austria · Szwajcaria | "Can You Hear Me"        | angielski | Enrique Iglesias                    | Big Ben Diehl, Enrique Iglesias, Steve Morales, Carlos Paucar, Frankie Storm                                                        |
| 2012    | Polska · Ukraina     | "Endless Summer"         | angielski | Oceana                              | Marc F. Jackson, Andreas Litterscheid, Blair Mackichan, Oceana Mahlmann, Hugo Oscar, Reinhard Raith, Mense Reents, Jakobus Siebels  |
| 2016    | Francja              | "This One's for You"     | angielski | David Guetta feat. Zara Larsson     | Afrojack, Ester Dean, David Guetta, Giorgio Tuinfort                                                                                |
| 2020    | Europa               | "We Are the People"      | angielski | Martin Garrix feat. Bono i the Edge | Bono, Simon Edmund Carmody, the Edge, Kristoffer Fogelmark, Martin Garrix, Albin Nedler, Giorgio Tuinfort                           |
| 2024    | Niemcy               | "Fire"                   | angielski | Meduza, OneRepublic & Leony         | Mattia Vitale, Simon de Jano, Luca De Gregorio, Ryan Tedder, Kim Petras, Leony, Brent Kutzle, Josh Varnadore, VitaliZe & Tyler Spry |

## Albumy
- 1996: The Beautiful Game
- 2000: Euro 2000: The Official Album
- 2004: Vive O 2004!